# Cornutrypeta nigritata
Cornutrypeta nigritata es una especie de insecto del género Cornutrypeta de la familia Tephritidae del orden Diptera.

## Historia
Fue descrita científicamente por primera vez en el año 1991 por Wang.